# Pogromul de la București

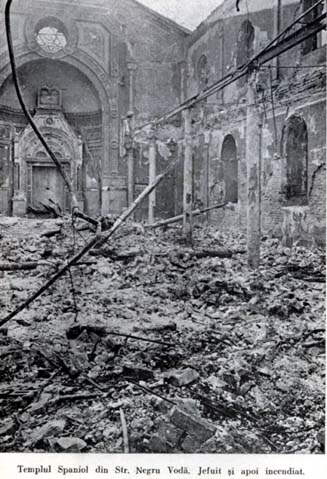
Templul evreilor spanioli din Bucureşti
devastat și incendiat de legionari la 21 ianuarie 1941

Pogromul din București a reprezentat o serie de manifestări violente și crime împotriva evreilor, care au avut loc în timpul Rebeliunii legionare din ianuarie 1941. Raportul Comisiei Internaționale pentru Studierea Holocaustului din România afirmă că pogromul „nu a fost un eveniment izolat, rupt de atmosfera opresivă și de persecuțiile tipice din statul național-legionar, ci punctul culminant al evoluției evenimentelor”.
În zilele 21-23 ianuarie 1941, la București, a izbucnit o revoltă legionară, condusă de Horia Sima, împotriva „Conducătorului”, generalul Ion Antonescu. În același timp cu rebeliunea, legionarii au inițiat și condus cel mai mare și mai violent pogrom împotriva evreilor din istoria Munteniei.

## Motivele
Legislația română din ultimul an al domniei lui Carol II ridica la rang de lege discriminarea rasială a evreilor, considerați „rasă inferioară”. În perioada Statului Național Legionar au fost elaborate peste douăzeci de decrete-legi care duceau la restrângerea libertății și drepturilor civice ale evreilor. În lunile septembrie-decembrie 1940 restricțiile erau și mai aspre decât în august. Antonescu și legionarii erau de acord cu exproprierea evreimii din România, însă Antonescu nu accepta metodele teroriste la care recurgeau legionarii. Antonescu s-a temut că ritmul exproprierilor fiind prea rapid, ar fi dus la oprirea comerțului și la un dezastru economic. O mare parte din proprietățile jefuite de la evrei au ajuns în posesia legionarilor și nu în proprietatea statului, cum ar fi vrut Antonescu, care la 11 ianuarie 1941 declara: 
„Sunt lucruri oribile care se petrec în țară. Se duc la prăvăliile jidanilor și iau fondul de comerț, distrugând astfel comerțul și creditul. În această situație ne vom pomeni peste două luni cu o catastrofă economică. Fabricile nu mai trimit materiale fabricate pentru că jidanii care au prăvălii nu mai cumpără marfă.”

La 27 noiembrie 1940 unități ale Poliției Legionare au ucis la Jilava și la Prefectura poliției Capitalei 65 de demnitari politici din timpul regimului lui Carol al II-lea, ca răzbunare pentru asasinarea lui Corneliu Zelea Codreanu.
 Două zile mai târziu, legionarii l-au asasinat pe fostul prim-ministru, celebrul istoric Nicolae Iorga. Aceste fapte au stricat relațiile dintre legionari și Ion Antonescu. Concomitent, legionarii au început să perceapă amenzi și taxe ilegale de la evrei și s-au dedat la percheziții fără motiv (ocazii de jaf) și arestări, evacuări silite, tortură și viol. La 29 noiembrie, Antonescu a ordonat dezarmarea Poliției Legionare. Ordinul a fost însă transformat de ministrul de Interne în transfer al cadrelor de la Poliția Legionară la unitățile de poliție regulate.
Antonescu i-a întrebat pe miniștrii numiți de Legiune: „Dv. credeți că se pot înlocui imediat toți jidanii?” Răspunsul l-a dat el însuși: „Problemele de stat se rezolvă pe rând. Întocmai ca în jocul de șah”.
La începutul lui ianuarie 1941, Antonescu a înțeles că legionarii nu mai acționau în virtutea intereselor naționalismului român. La 14 ianuarie, Antonescu a avut o întrevedere în Germania cu Hitler cu scopul de a se asigura de sprijinul Berlinului și cu acea ocazie Hitler a insinuat că Antonescu va fi nevoit să înlăture pe cei ce nu înțeleg că revoluția s-a terminat, pe fanatici. Au ajuns la o înțelegere, conform căreia Antonescu era asigurat de sprijinul Berlinului la luarea de măsuri împotriva legionarilor.
Legionarii, la rândul lor, au pregătit terenul. Cu 20 de zile înainte de rebeliune toate ziarele legionare (existau numai ziare legionare, toate celelalte fuseseră desființate) au inițiat o propagandă foarte intensă împotriva evreilor, masonilor și a „uneltelor” lor. Prin acest termen, „uneltele lor”, legionarii se refereau la Antonescu și oamenii loiali lui.
La 18 ianuarie, Antonescu a desființat posturile de „comisari de românizare” de pe lângă întreprinderile comerciale și industriale. Legionarii au văzut în acest act un atac direct și au cerut demisia lui Antonescu și crearea unui guvern legionar condus de Horia Sima.

## Rebeliunea

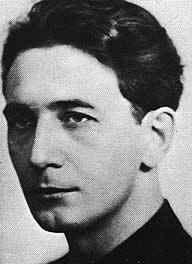
Horia Sima (1906-1993)
Politician fascist român, comandantul Mișcării Legionare

La București un agent britanic de origine greacă l-a împușcat mortal pe maiorul de aviație german Döhring, incident folosit ca pretext de ambele părți, Antonescu și Legiunea.
La 20 ianuarie Antonescu l-a demis pe titularul Ministerului de Interne, generalul Petrovicescu, omul de încredere al Legiunii și membru al acesteia, pentru incapacitatea de a fi asigurat protecția maiorului german. Au fost de asemeni destituiți Alexandru Ghica, directorul general al polițiilor, și Constantin Maimuca, director în Ministerul de Interne. Legionarii au respins aceste destituiri și s-au înarmat masiv. Grupuri de legionari s-au baricadat, înarmați, în localul Siguranței, în sediul Prefecturii poliției capitalei, în sediul lor central din strada Roma și în cazarma gardienilor publici. În seara zilei de 21 ianuarie rebeliunea legionară era generalizată în toată țara. Când soldații au încercat să preia controlul acestor clădiri, legionarii au deschis focul. Antonescu a trecut la o așa-zisă „defensivă activă”, aducând unități militare spre București. Armata a trecut la ofensivă în seara zilei de 22 ianuarie, atacând cu tunuri baricadele legionarilor. În câteva ore, armata a învins peste tot. A doua zi armata i-a atacat pe legionarii fortificați în diverse clădiri. În aceste lupte au căzut 30 de soldați și au fost răniți câteva sute, dar armata a cucerit clădirile și legionarii rămași în viață s-au grăbit să părăsească Bucureștiul, căutând adăpost în străinătate.

## Pogromul
Odată cu ocuparea centrelor de securitate, legionarii au atacat centrele evreiești și au început jaful cartierelor evreiești. Propaganda legionară relata cititorilor că evreii s-ar fi revoltat și că armata ar fi primit ordine de la „jidoviți”. Printre cei care i-au atacat pe evrei, împreună cu legionarii, au fost jandarmi legionari, personalul perfecturii de poliție din București, organizațiile de muncitori legionari și organizația studențească legionară.

### Devastarea templelor și sinagogilor
Ministrul Iașinschi a ordonat incendierea cartierelor evreiești și când un fruntaș legionar a încercat să anuleze ordinul, ca să nu producă un incendiu general al orașului, Iasinschi i-a spus: „E prea târziu, incendiatori au ieșit la drum”...
La Templul Coral legionarii au ajuns în timpul rugăciunii de seară. Au oprit rugăciunea, i-au dus pe conducătorul rugăciunii, Ozias Copstik și pe ceilalți evrei la centrul lor, la tortură, și după aceea i-au asasinat în pădurea Jilava. Legionarii s-au întors la Templul Coral cu un camion și au început să încarce mobile. Au spart casa de fier și au furat tot conținutul. La fel a fost și la sinagoga Bet Midraș. La sfârșit i-au dat foc și casa a ars complet. Sinagoga de pe strada Atena a fost distrusă cu topoare, ciocane și răngi de fier. Templul Unirea Sfântă a fost jefuit în după-amiaza lui 21 ianuarie, legionarii continuând jaful în casele evreiești vecine, după care au revenit în templu pentru a da foc cărților sfinte aflate în aron hakodeș. Sinagoga Bet El a fost distrusă complet, făptuitorii făcând uz de topoare. O ceată de legionari a capturat Sinagoga Cizmarilor și a transformat locul într-un centru de tortură. La Sinagoga Mare au lucrat două echipe; prima echipă a intrat cu revolvere, au jefuit enoriașii evrei prezenți și i-au bătut până a venit a doua echipă care i-a schimbat pe schingiuitori. Au distrus totul, au intrat în birouri și la arhivă și au ars documente istorice importante, vechi de sute de ani. Așa a fost și la celelalte temple și sinagogi. Au fost câteva locuri care n-au fost distruse complet: Templul Coral nu a ars complet, deoarece vandalii nu au avut benzină suficientă. La Sinagoga Mare lucra o servitoare creștină, Lucreția Canjia, care s-a rugat în lacrimi de vandali să nu dea foc, le-a amintit că nu așa se poartă creștinii credincioși și până la urmă ei au renunțat la incendiere. La  Sinagoga sefardă Cahal Cicu, vecinii s-au temut că focul s-ar fi putut extinde asupra caselor lor. Nici aici nu s-a pus foc, însă vandalii au distrus tot ce au putut. Cea mai frumoasă sinagogă din București și din toată România, sinagoga sefardă Cahal Grande a ars complet și ca ea alte câteva sinagogi vechi de secole.
La Cahal Grande a venit la 21 ianuarie o trupă legionară condusă de preotul Brigadeu. Trupa s-a fortificat în templu și a așteptat armata, dar armata n-a venit. Legionarii au început să jefuiască și să devasteze templul în care erau opere de artă evreiască dintre cele mai frumoase din Europa. Cărțile de religie, biblioteca antică și sulurile cu Tora au fost adunate în centrul templului și li s-a dat foc. Mai târziu, în seara zilei de 22 ianuarie, legionarii au adus o cisternă de benzină cu care au dat foc clădirii. Ei au oprit pompierii nepermițându-le să stingă focul. Martorul ocular, procurorul militar avocat I.N. Vlădescu a declarat, în cadrul mărturiei depuse la Tribunalul Poporului din București: „Templul spaniol semăna cu o torță gigantică care lumina lugubru cerul capitalei. Legionarii dănțuiau drăcește în bătaia focului, cântând aria «tinereții legionare» în timp ce izbeau, în furia lor sălbatică, cu tocurile ciubotelor, trei femei despuiate, pentru a le da pradă flăcărilor. Nenorocitele victime, în dureroasa lor disperare, tăiau văzduhul cu urlete de sfâșietoare durere” („Jurnalul de Dimineață" din 21 ianuarie 1946).

### Centrele de tortură
În decursul rebeliunii legionarii bucureșteni au arestat câteva mii de evrei, care au fost ridicați din casele lor, din sinagogi, de la instituțiile evreiești și de pe stradă. Evreii arestați, bărbați și femei, între 15 și 85 de ani, au fost adunați la centre în care au fost anchetați, maltratați și torturați de legionari cu scopul de a le confisca banii, bijuteriile și restul proprietăților.

#### Prefectura Poliției capitalei
La Prefectura Poliției capitalei au fost câteva zeci de evrei arestați încă din ziua de 20 ianuarie și au fost aduși acolo și evrei care fuseseră în alte centre de tortură. Printre cei care au fost la Prefectura Poliției capitalei erau: președintele Comunității evreiești din București, Sigmund Goldfarb, conducătorul Oficiului Palestinian (biroul de emigrare al Agenției Evreiești pentru Palestina), Moise Orecovscky, 4 membri ai comitetului Oficiului Palestinian, dr. M. Cotic, M. Lindner, A. Shapira, C. Haimovici și mulți alți evrei. Toți evreii au fost chinuiți, cu palme, cu pumnii, cu pat de armă, lovituri cu casca militară, vână de bou, etc. Doi evrei, dr. Aschenazy și dr. A. Aftalion, au sărit pe fereastră de la etajul III - Aschenazy a murit pe loc, Aftalion, grav rânit, a zăcut mult timp după aceea. 15 arestați, luați la întâmplare, au fost duși de aici la abator și împușcați.

#### Sediul legionar din Calea Călărași nr. 37
La sediul C.M.L. „Ing. Gheorghe Clime” din Calea Călărași nr. 37  au fost aduși 200 evrei. Printre ei se aflu: rabinul Tzvi Hirsch Gutman și fiii lui, Iancu și Iosef, Sigmond Collin, casierul comitetului Comunității Evreilor din București, S. Rivensohn, secretar-general al Comunității, Mayer Marcus, intendentul Templului Coral și soția lui, Fany. Toți evreii au fost jefuiți și bătuți. Femeile au fost luate la subsol, bătute cu vâna de bou, după care au fost eliberate. Bărbații au fost bătuți și chinuiți de la ora 19.00 până dimineața de 22 ianuarie, când au fost împărțiți la întâmplare în două grupe - un grup a fost luat  la Jilava și împușcat, iar al doilea grup a fost luat la Bucureștii Noi, la "Ferma Căpitanului" (Moara Străulești)..

#### Comisariatul XV de Poliție din strada Matei Basarab
Cei care maltratau evreii, în acest centru de tortură, erau comisarii legionari Robescu și Jipescu, împreună cu o echipă de circa 40 de legionari tineri, majoritatea lucrători de la fabrica Parcomer. Victimele au fost aduse din casele lor, de pe stradă și de la Organizația Sionistă din strada Anton Pann. Printre cele 150 de victime au fost: ziaristul Horia Carp, fost senator și fost secretar general al Comunității Evreilor din București, în vârstă de 72 ani, fiul lui Horia, Matatias Carp, secretar general al Federației Uniunilor de Comunități evreiești din România, o grupă de 20 de tineri evrei ce urmau să plece în Palestina și mulți alții. Toate victimele au fost tunse cu foarfeca de tăiat iarba, jefuite de tot ce aveau pe ele, bătute permanent și silite cu forța să înghită cantități mari de sare amară amestecată cu petrol, benzină și oțet (un fel de purgativ foarte puternic) și închiși într-un mic spațiu din pivniță fără să poată să meargă la closet. În parcursul perioadei de deținere (46 de ore), la fiecare sfert de ceas veneau legionari "vizitatori" ca să-i bată pe evrei.

#### Sediul Uniunii Comunităților Evreiești
În noaptea de 21-22 ianuarie, o echipă de 24 legionari, conduși de C. Măruntu, au invadat Sediul Uniunii Comunităților Evreiești din strada dr. Burghele nr. 3. Legionarii au sărit gardul, au spart o ușă și, după ce au pătruns în birouri, au devastat tot ce au găsit. Ei s-au urcat la domiciliile rabinului șef, doctor Alexandru Șafran și al inginerului C. Solomoni și au devastat apartamentele, furând tot ce era de preț.

#### Moara Străulești, de la Bucureștii Noi
La moara Străulești au fost concentrați și deținuți 79 evrei. Timp de două zile și o noapte ei au fost bătuți, înfometați și amenințați cu moartea și s-au tras gloanțe peste capetele lor. Pe toată perioada ei au primit o optime de pâine. Apoi au fost eliberați în zăpadă, la o distanță de 16 km de oraș după ce li s-au rechiziționat încălțămintea și veșmintele.

#### Primăria comunei Jilava
La Primăria Jilavei au fost aduși evreii care au supraviețuit primei execuții din pădurea Jilava, printre ei aflându-se rabinul pensionat Tzvi Gutman, cantorul Osias Copstück și doctorul Eugen Solomon, care venise să-și caute fratele. Nu sunt date cu privirea la torturile la care au fost supuși din cauză că aproape toți au fost împușcați și au murit. Rabinul Gutman, care a supraviețuit și celei de-a doua acțiuni de execuție, a fost bătut și i s-a smuls părul din cap și din barbă.
Alte centre de tortură au fost:
- Sediul Central Legionar, din strada Roma
- Sediul Legionar, din strada Cercului nr. 1
- Comisariatul XII de Poliție, din Calea Moșilor

### Asasinatele din pădurea Jilava

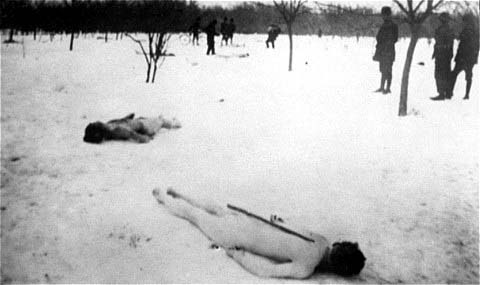
Cadavre de evrei în pădurea Jilava

90 de evrei, dintre  cei torturați în centrele legionare de tortură, au fost încărcați în camioane, duși în pădurea Jilava, dezbrăcați și împușcați în cap. A doua zi, unii legionari s-au întors la fața locului pentru a aduna îmbrăcămintea celor uciși și lucrările dentare de aur..
Printre evreii asasinați în pădurea Jilava au fost farmacistul Alexandru Solomon, vicepreședinte al comunității evreiești din București, Ioshua Cuperștic, cantorul Templului Coral din București și Iacov și Iosef, fii rabinului Zvi Gutman. Rabinul Zvi Gutman a fost împușcat de două ori, dar a supraviețuit. Alt fiu al rabinului Zvi Gutman, rabinul Efraim Gutman este rabinul sinagogii "Iacov și Iosef Gutman" de la Tel Aviv.

### Masacrul de la Abator
O ceată de legionari a luat 15 evrei de la centrul de tortură de la Prefectura poliției capitalei, i-au dus la abatorul capitalei și i-au împușcat în ceafă. Câteva trupuri de evrei au fost introduse în clădirea abatorului și atârnate de cârligele folosite pentru vite. Unor cadavre li s-au scos intestinele și au fost puse în jurul gâtului.
Scriitorul Virgil Gheorghiu consemnează următoarele:
“În imensa sală a abatorului unde boii sunt agățați cu cârlige pentru a fi spintecați, erau suspendate acum cadavre de oameni goi. Era un spectacol oribil care întrecea în cruzime orice imaginație. Pe unele cadavre era însemnat cuvântul “CUȘER”. Erau cadavre de evrei... Sufletul mi-e murdărit. Mi-e rușine de mine însumi. Rușine, pentru că sunt român ca acei criminali din Garda de Fier.”.
Carnajul de la abator a fost negat de autori negaționiști ca o înscenare care ar fi aparținut lui Eugen Cristescu - șeful Serviciului Secret în timpul guvernării Antonescu - vezi spusele scriitorului Ioan Ianolide, fost membru al Frățiior de Cruce, organizație de tineret a Mișcării Legionare.

## Statistica
S-au numărat 120 de cadavre de evrei și încă 5 evrei au fost dați dispăruți (se presupune că și ei au murit).
Au fost devastate grav 1274 prăvălii, ateliere și apartamente evreiești în București.
După ce a înfrânt rebeliunea, armata a adunat 200 de camioane cu toate obiectele jefuite de legionari de la evrei, în afară de bani și bijuterii.
Federația Comunităților Evreiești din România a evaluat pagubele la suma de 383 milioane lei.
Numărul victimelor oscilează între 120 - 140 din câteva motive: evreii bucureșteni au numărat numai pe cei recunoscuți de ei ca membri ai comunității, dar evrei din provincie, necunoscuți la comunitatea din București n-au fost menționați. Nici evreii care și-au schimbat religia n-au fost numărați ca evrei, deși au fost victime la fel ca foștii lor coreligionari.

## Negarea pogromului și teoriile de conspirație
Negarea pogromului și în special a actelor de cruzime, cum au fost cele de la centrele de tortură, de la abator și din pădurea Jilava, a început imediat după reprimarea rebeliunii și după ce detaliile faptelor începuseră să fie publicate. Mișcarea Legionară, prin diverși reprezentanți ai ei, a negat faptul că a existat un pogrom la București, sau a susținut că membrii ei nu au participat la acest pogrom, sau că pogromul nu a fost așa de barbar pe cât se relata. S-au emis diverse teorii despre presupuse conspirații ale evreilor sau/și ale comuniștilor în cârdășie cu generalul Antonescu..